# Leichtathletik-Europameisterschaften 2010/Marathon der Frauen

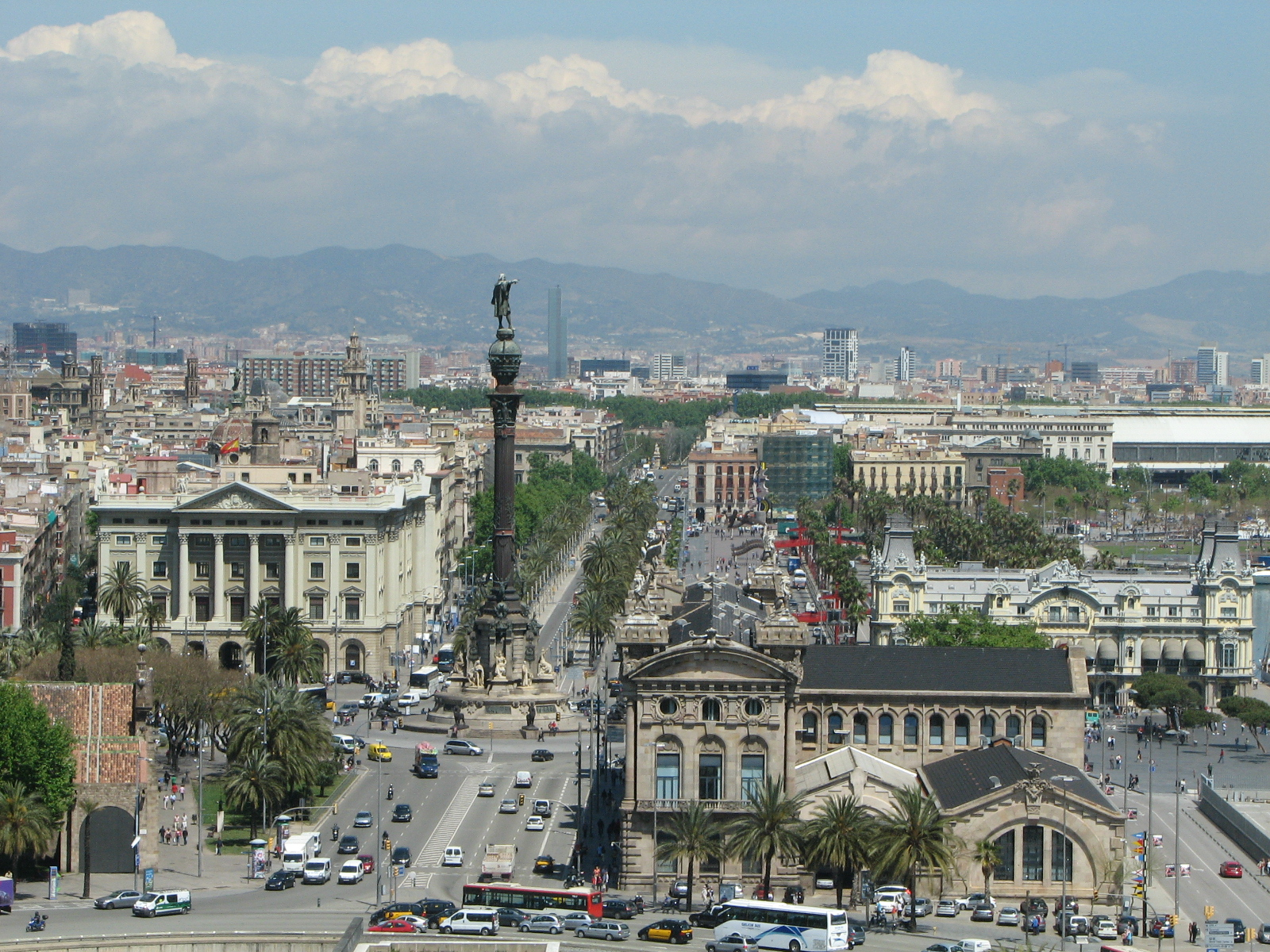
Blick auf Barcelona im Jahr 2008

Der  Marathonlauf der Frauen bei den Leichtathletik-Europameisterschaften 2010 fand am 31. Juli 2010 um 10:05 Uhr Ortszeit in den Straßen der spanischen Stadt Barcelona statt.
Europameisterin wurde die Italienerin Anna Incerti, die nach 2:32:48 h ins Ziel lief. Den zweiten Platz belegte die Ukrainerin Tetjana Filonjuk vor der Schwedin Isabellah Andersson.

## Rekorde
| Weltrekord           | Paula Radcliffe | 2:15:25 h | London-Marathon | 13. April 2003  |
| Europarekord         | Paula Radcliffe | 2:15:25 h | London-Marathon | 13. April 2003  |
| Meisterschaftsrekord | Maria Guida     | 2:26:05 h | EM in München   | 10. August 2002 |

Der bestehende EM-Rekord wurde bei diesen Europameisterschaften nicht erreicht. Mit ihrer Siegzeit von 2:32:48 h blieb die italienische Europameisterin Anna Incerti 6:43 min über dem Rekord. Zum Welt- und Europarekord fehlten ihr 17:23 min.

## Doping
In diesem Marathonlauf gab es drei Dopingfälle:
- Die ursprüngliche Siegerin Živilė Balčiūnaitė aus Litauen, wurde der Einnahme der verbotenen Substanzen Testosteron und Epitestosteron überführt. Sie erhielt eine Sperre von zwei Jahren bis zum 6. September 2012. Ihr Resultat von den Europameisterschaften von 2010 wurde annulliert.[2]
- Die Russin Nailja Julamanowa, zunächst Zweite, wurde der Einnahme von Substanz Steroiden überführt und erhielt eine Sperre. Ihre Silbermedaille von den Europameisterschaften von 2010 musste sie zurückgeben.[3]
- Der Russin Irina Timofejewa, zunächst Neunte, wurde ihr Resultat von den Europameisterschaften von 2010 nach Unregelmäßigkeiten in ihrem Biologischen Pass aberkannt.[4]

Leidtragende waren in erster Linie die drei Medaillengewinnerinnen dieses Wettbewerbs.
- Der zunächst drittplatzierten Italienerin Anna Incerti wurde ihr Titel als Europameisterin erst nach langer Zeit zuerkannt.
- Die zunächst viertplatzierte Ukrainerin Tetjana Filonjuk erhielt ihre Silbermedaille erst mit langer Verspätung und konnte nicht an der Siegerehrung teilnehmen.
- Die zunächst fünftplatzierte Schwedin Isabellah Andersson blieb ebenfalls zunächst medaillenlos, bevor sie nach langer Zeit ihre Bronzemedaille erhielt. Auch ihr und blieb die Teilnahme an der Siegerehrung verwehrt.

## Legende
Kurze Übersicht zur Bedeutung der Symbolik – so üblicherweise auch in sonstigen Veröffentlichungen verwendet:
| DNF | Wettkampf nicht beendet (did not finish) |
| DOP | wegen Dopingvergehens disqualifiziert    |

## Ergebnis

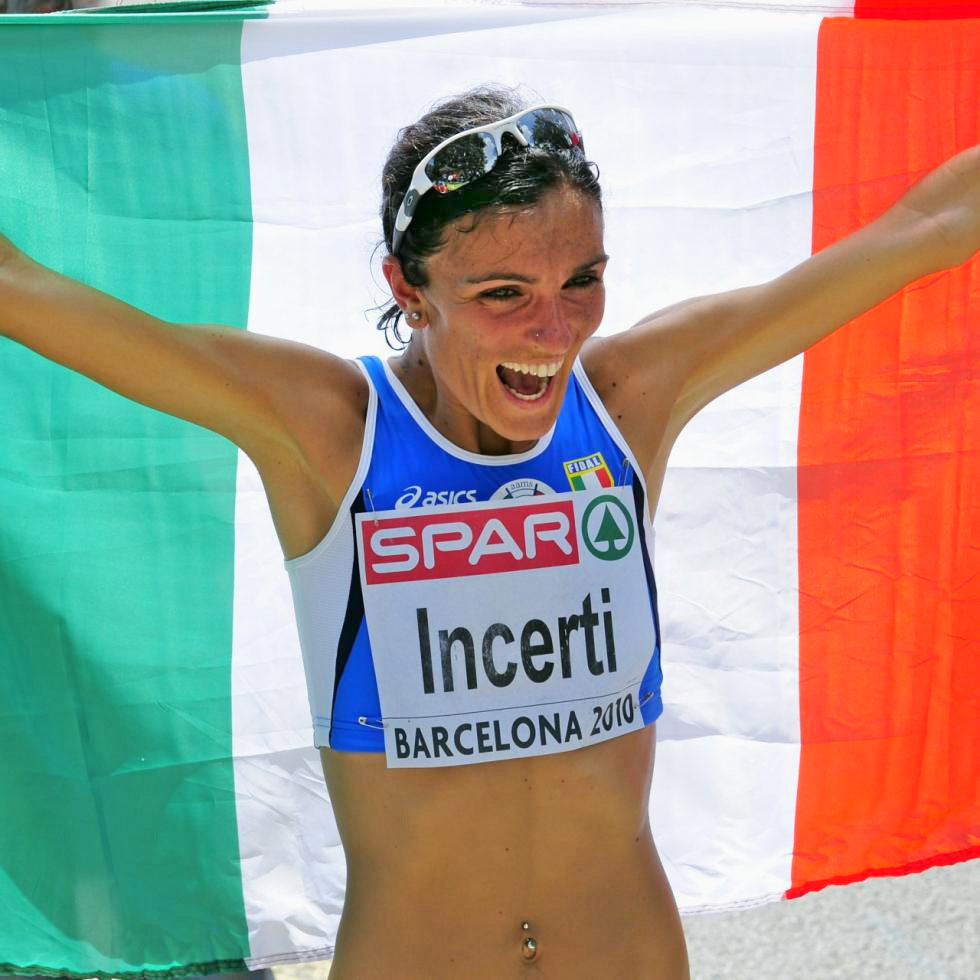
Europameisterin Anna Incerti nach dem Lauf in Barcelona

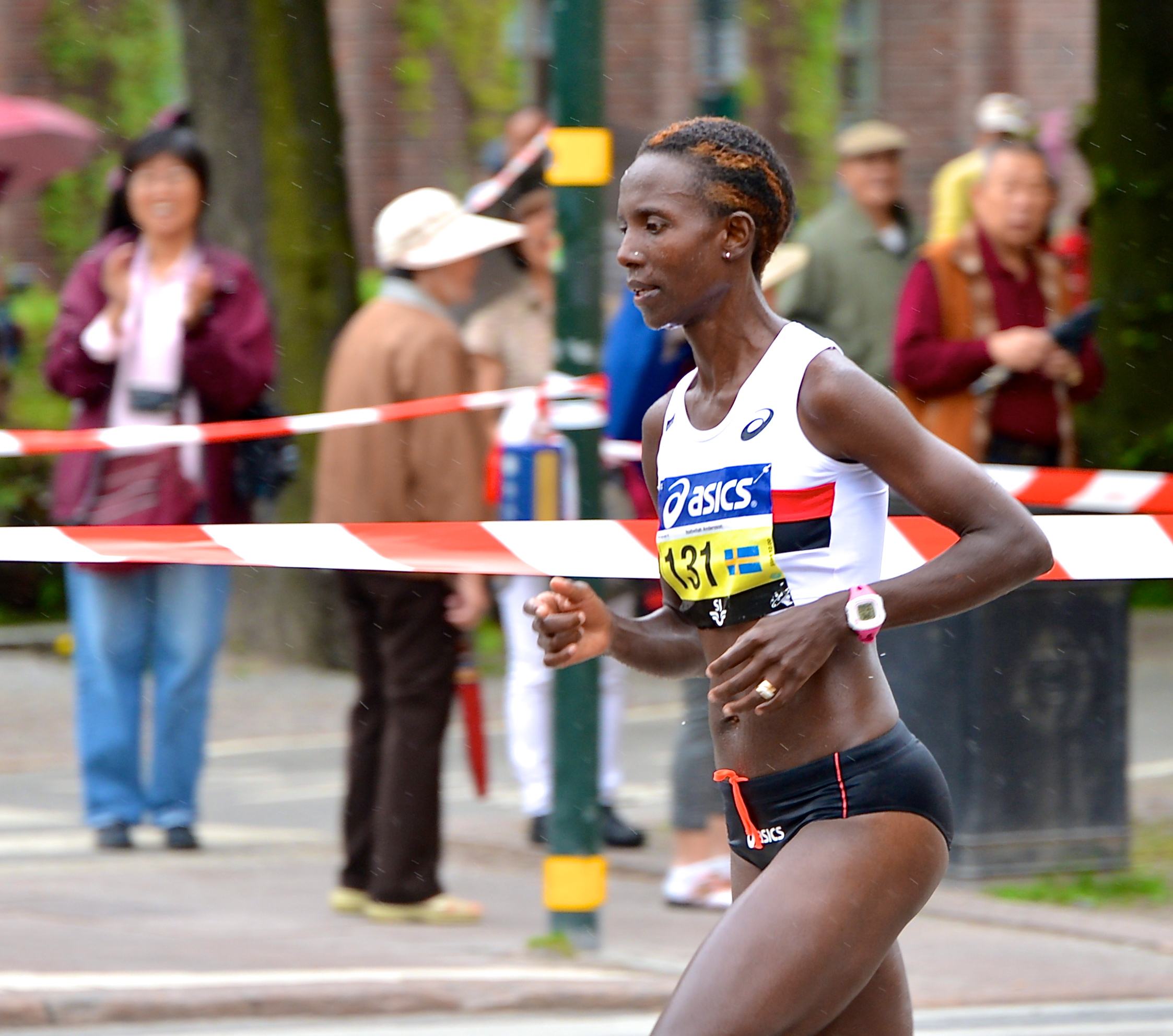
Isabellah Andersson – Bronzemedaillengewinnerin

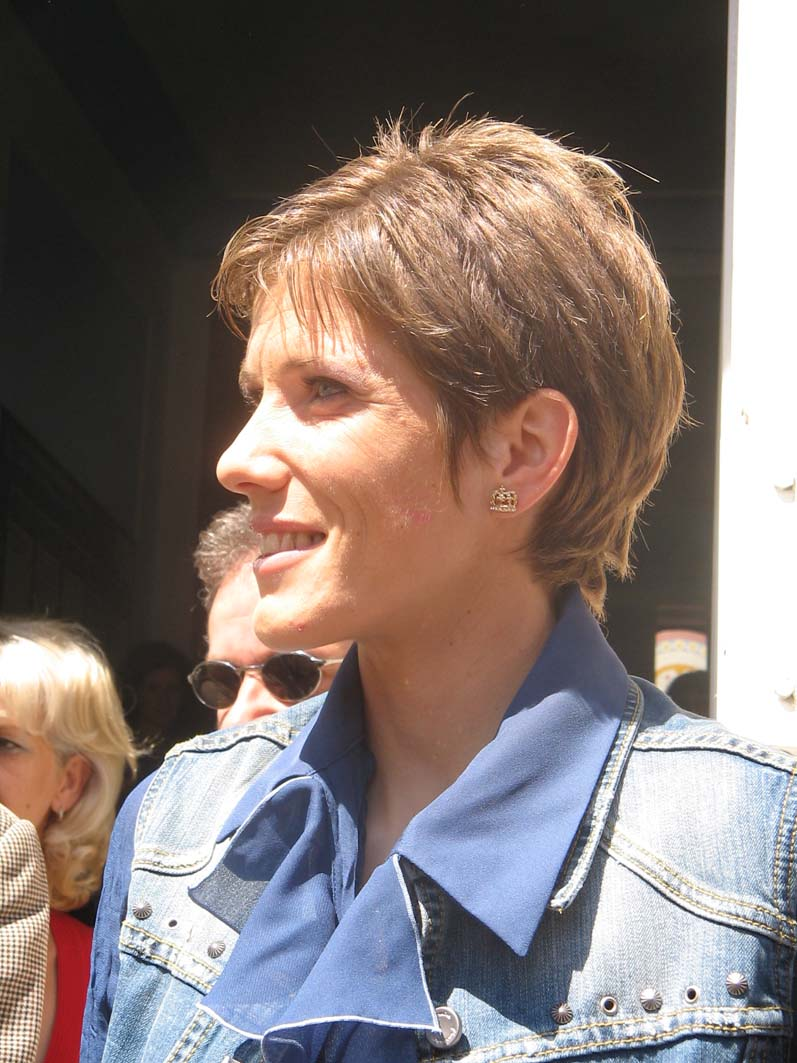
Olivera Jevtić – Platz vier

31. Juli 2010, 10:05 Uhr
| Platz | Athletin                   | Land           | Zeit (h) |
| ----- | -------------------------- | -------------- | -------- |
|       | Anna Incerti               | Italien        | 2:32:48  |
|       | Tetjana Filonjuk           | Ukraine        | 2:33:57  |
|       | Isabellah Andersson        | Schweden       | 2:34:43  |
| 04    | Olivera Jevtić             | Serbien        | 2:34:56  |
| 05    | Alessandra Aguilar         | Spanien        | 2:35:04  |
| 06    | Marisa Barros              | Portugal       | 2:35:43  |
| 07    | Rosaria Console            | Italien        | 2:36:20  |
| 08    | Silwija Skworzowa          | Russland       | 2:36:31  |
| 09    | Lidia Șimon                | Rumänien       | 2:36:52  |
| 10    | Deborah Toniolo            | Italien        | 2:37:10  |
| 11    | Michelle Ross-Cope         | Großbritannien | 2:38:45  |
| 12    | Rasa Drazdauskaitė         | Litauen        | 2:38:55  |
| 13    | Susan Partridge            | Großbritannien | 2:39:07  |
| 14    | Beatriz Ros                | Spanien        | 2:40:10  |
| 15    | Ana Dias                   | Portugal       | 2:41:02  |
| 16    | Kirsten Melkevik Otterbu   | Norwegen       | 2:42:24  |
| 17    | Holly Rush                 | Großbritannien | 2:42:44  |
| 18    | Helen Decker               | Großbritannien | 2:43:00  |
| 19    | Switlana Stanko-Klimenko   | Ukraine        | 2:43:35  |
| 20    | Anna von Schenck           | Schweden       | 2:43:36  |
| 21    | Rebecca Robinson           | Großbritannien | 2:44:06  |
| 22    | Jo Wilkinson               | Großbritannien | 2:44:11  |
| 23    | Kjersti Karoline Danielsen | Norwegen       | 2:45:00  |
| 24    | Maja Neuenschwander        | Schweiz        | 2:45:17  |
| 25    | Jewgenia Danilowa          | Russland       | 2:46:21  |
| 26    | Margarita Plaksina         | Russland       | 2:47:26  |
| 27    | Christina Bus Holth        | Norwegen       | 2:48:15  |
| 28    | Olena Biloschtschuk        | Ukraine        | 2:51:21  |
| 29    | Gezashign Safarova         | Aserbaidschan  | 2:51:59  |
| 30    | Lena Gavelin               | Schweden       | 2:53:13  |
| 31    | Remalda Kergytė            | Litauen        | 2:55:12  |
| 32    | Daneja Grandovec           | Slowenien      | 3:07:51  |
| 33    | Wira Owtscharuk            | Ukraine        | 3:09:27  |
| DNF   | Sladjana Perunović         | Montenegro     |          |
| DNF   | Tatjana Puschkarjowa       | Russland       |          |
| DNF   | Patricia Morceli           | Schweiz        |          |
| DNF   | Mónica Rosa                | Portugal       |          |
| DNF   | Daniela Cârlan             | Rumänien       |          |
| DNF   | Fernanda Ribeiro           | Portugal       |          |
| DNF   | Karolina Jarzyńska         | Polen          |          |
| DOP   | Živilė Balčiūnaitė         | Litauen        | 2:31:14  |
| DOP   | Nailja Julamanowa          | Russland       | 2:32:15  |
| DOP   | Irina Timofejewa           | Russland       | 2:35:53  |

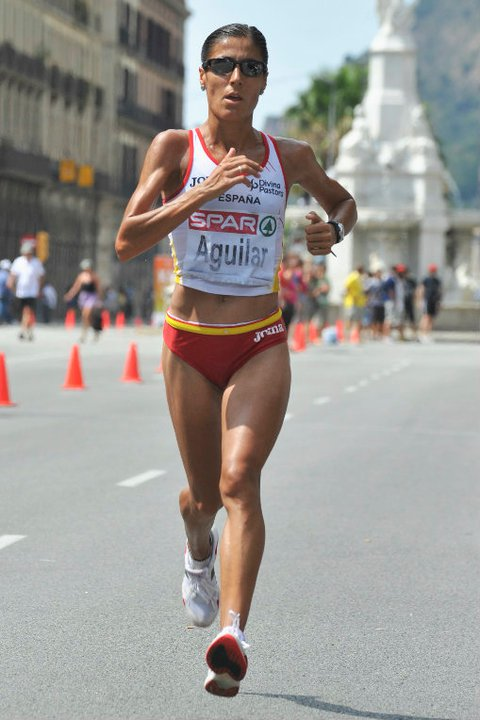
Alessandra Aguilar – Platz fünf

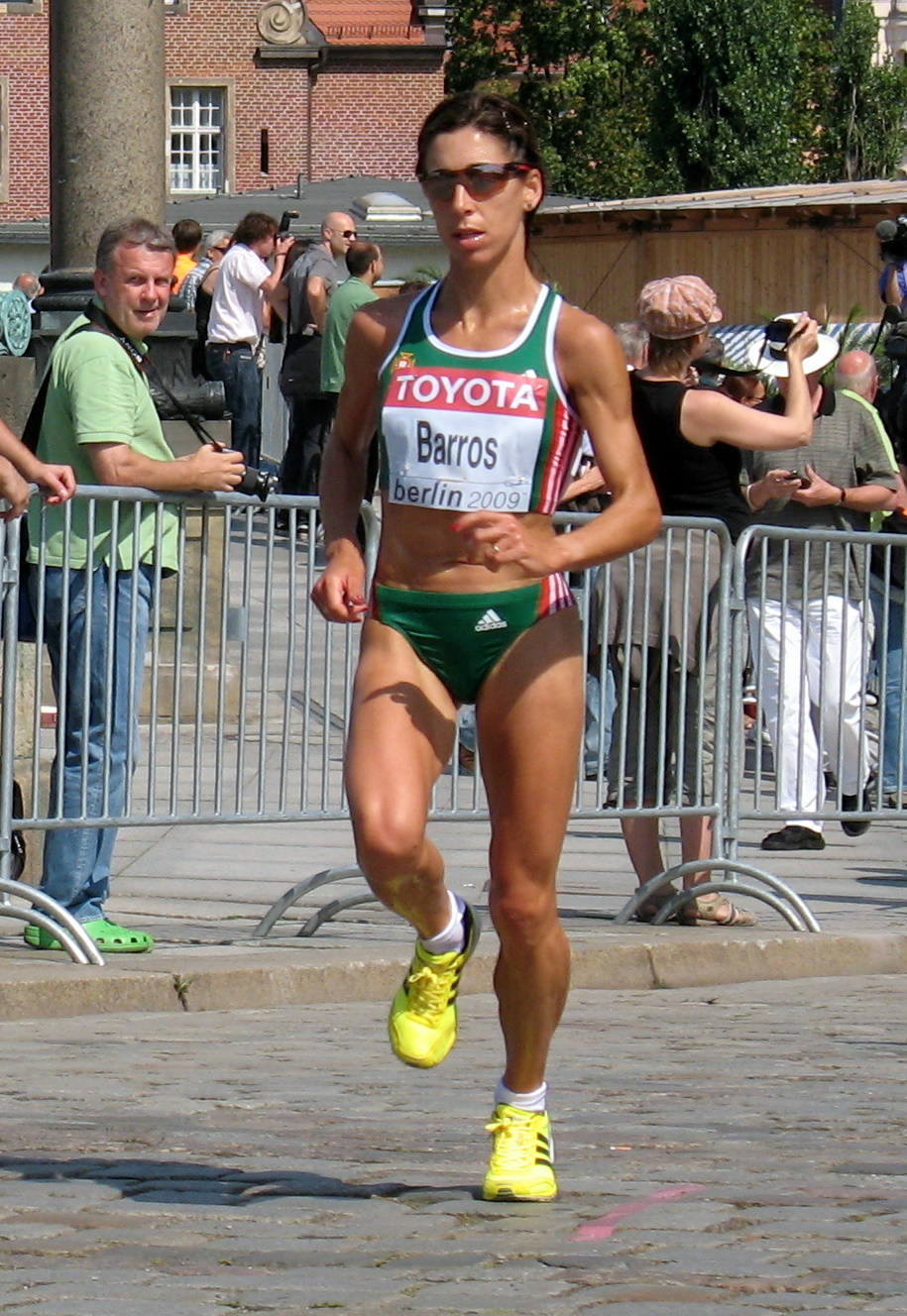
Marisa Barros – Platz sechs

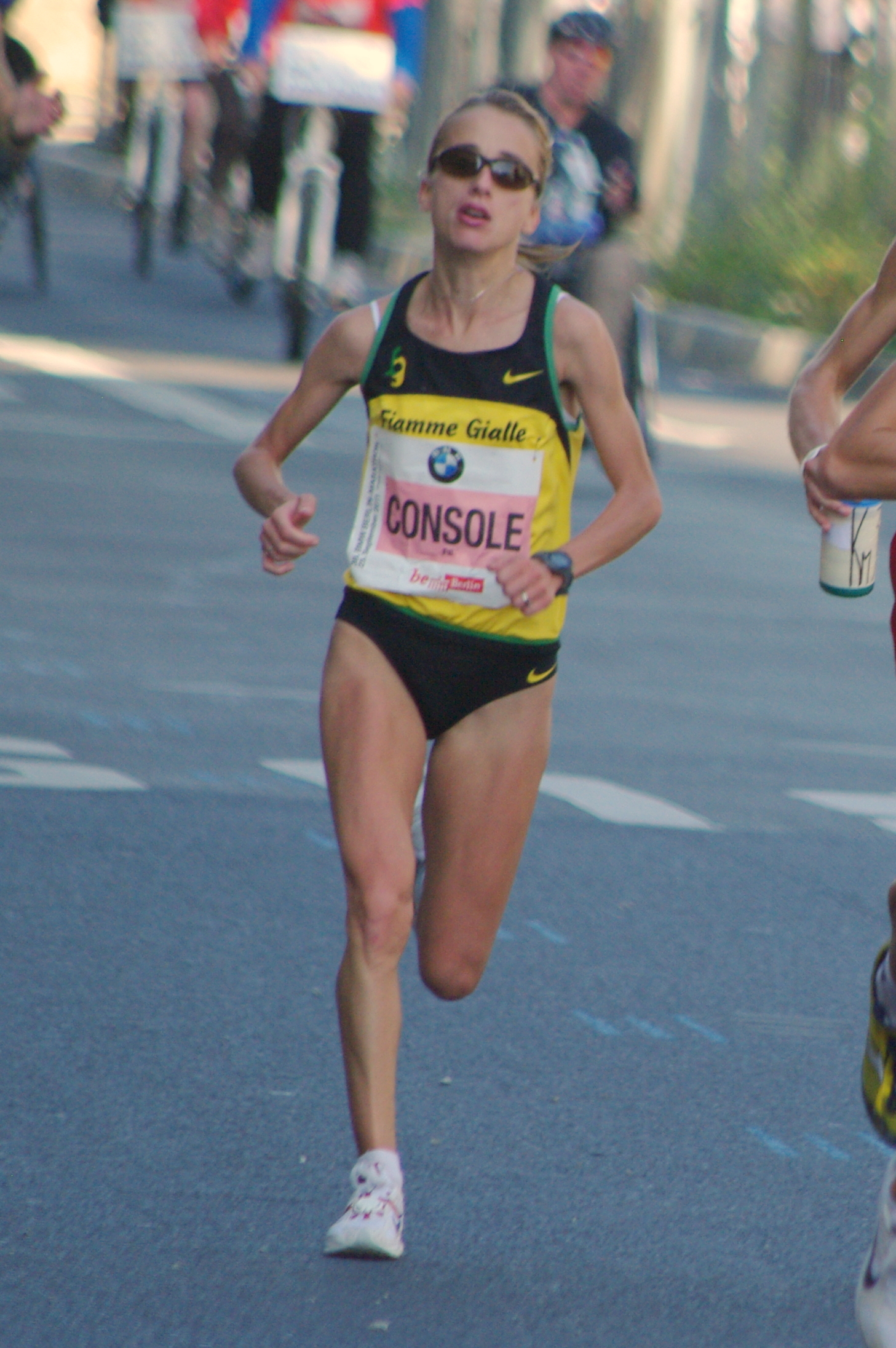
Rosario Console – Platz sieben

Von 43 gestarteten Athletinnen beendeten 36 das Rennen. Nachdem die beiden erstplatzierten Läuferinnen wegen Dopingbetrugs disqualifiziert worden waren, wurde die Italienerin Anna Incerti Europameisterin.

## Ergebnis Marathon-Cup
(nur sechs Mannschaften in der Wertung)
| Platz | Land           | Athletinnen                                                          | Zeit (h) |
| ----- | -------------- | -------------------------------------------------------------------- | -------- |
| 1     | Italien        | Anna Incerti Rosaria Console Deborah Toniolo                         | 7:46:18  |
| 2     | Großbritannien | Michelle Ross-Cope Susan Partridge Holly Rush                        | 8:00:36  |
| 3     | Ukraine        | Tetjana Filonjuk Svitlana Stanko-Klymenko Olena Biloschtschuk-Popowa | 8:08:53  |
| 4     | Russland       | Silvia Skworzowa Jewgenia Danilowa Tetjana Zahriitschuk              | 8:10:18  |
| 5     | Schweden       | Isabellah Andersson Anna von Schenck Lena Gavelin                    | 8:11:32  |
| 6     | Norwegen       | Kirsten Melkevik Kjersti Karolin Danielsen Christina Bus Holth       | 8:15:39  |

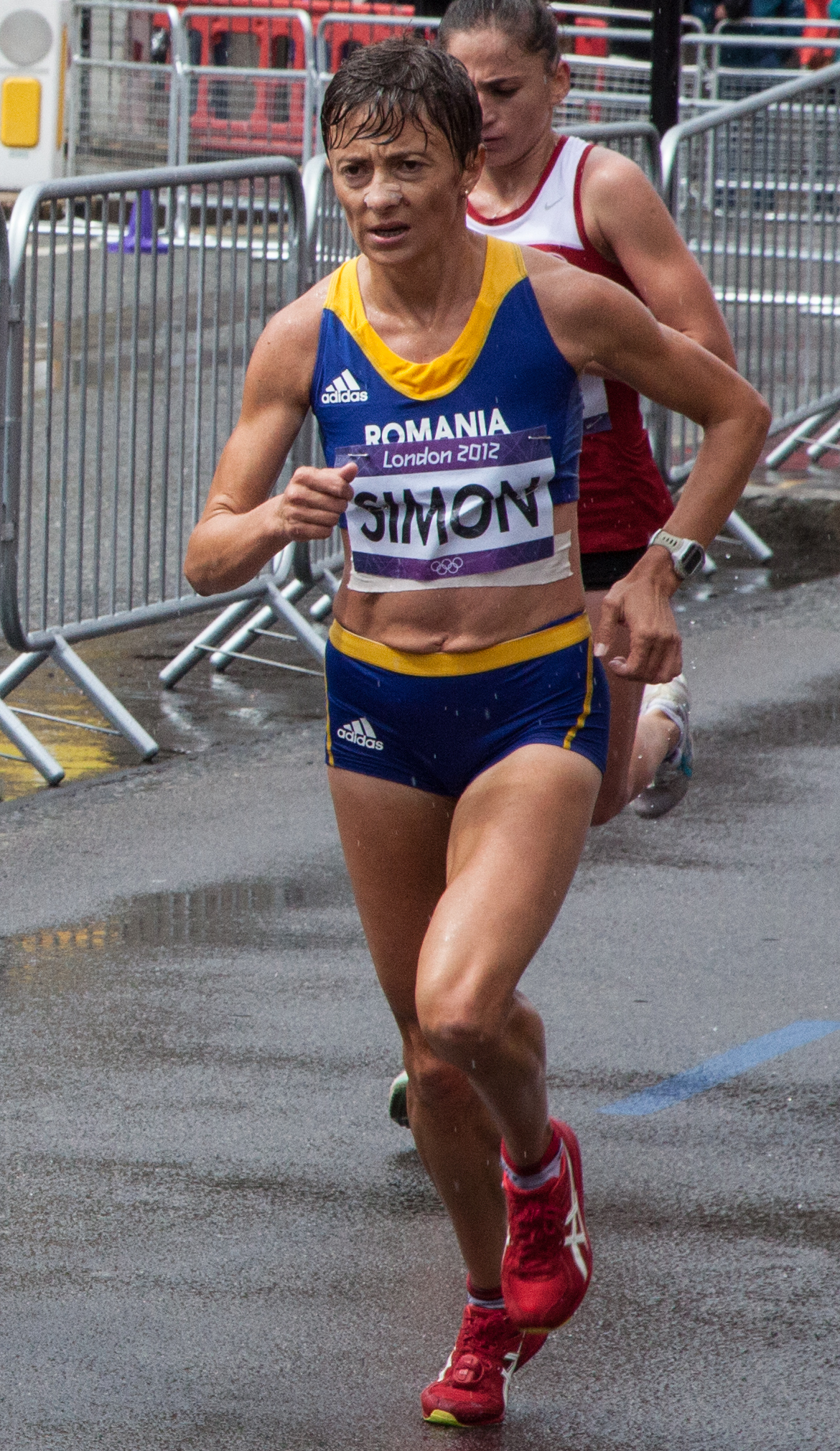
Lidia Șimon – Platz neun
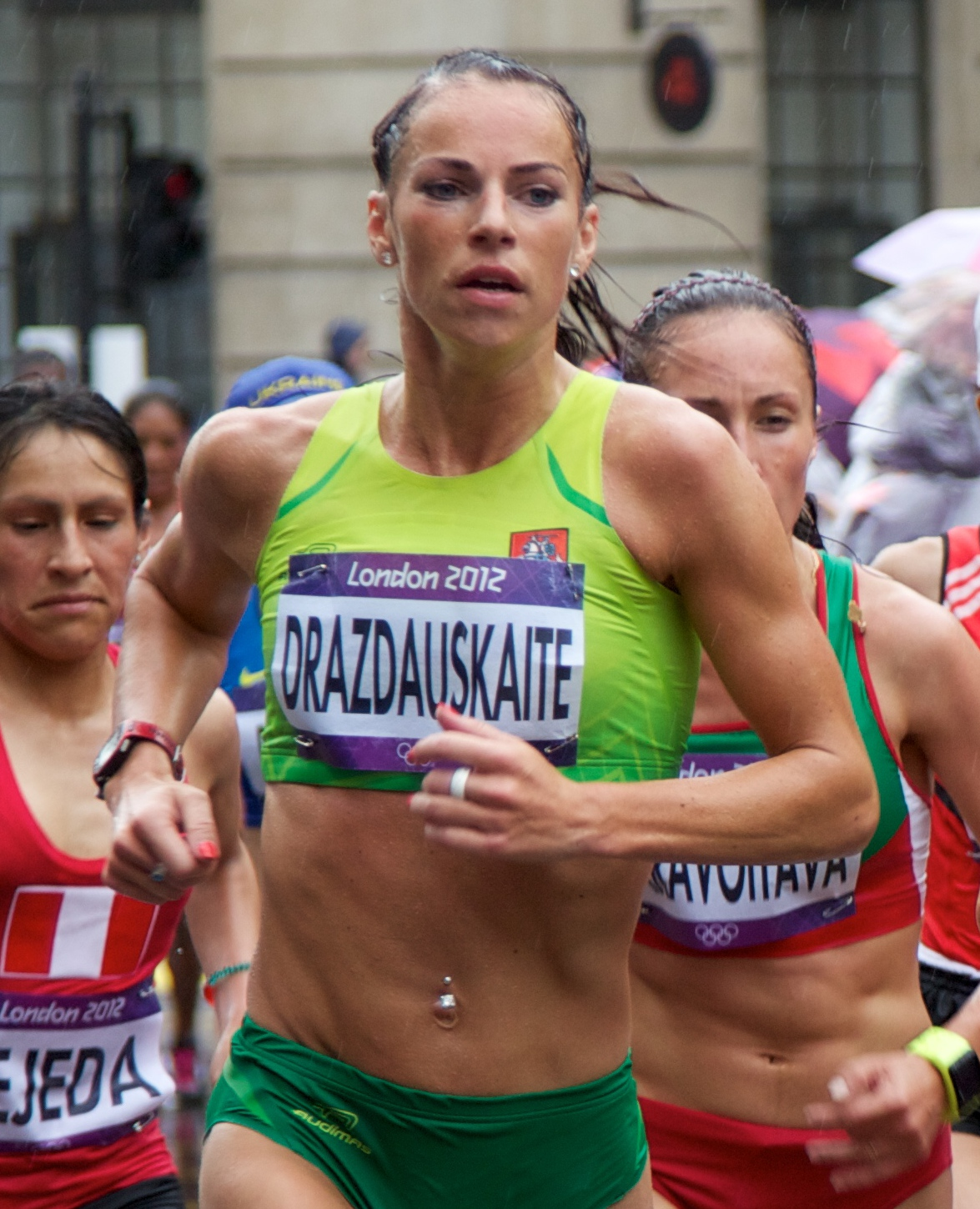
Rasa Drazdauskaitė – Platz zwölf
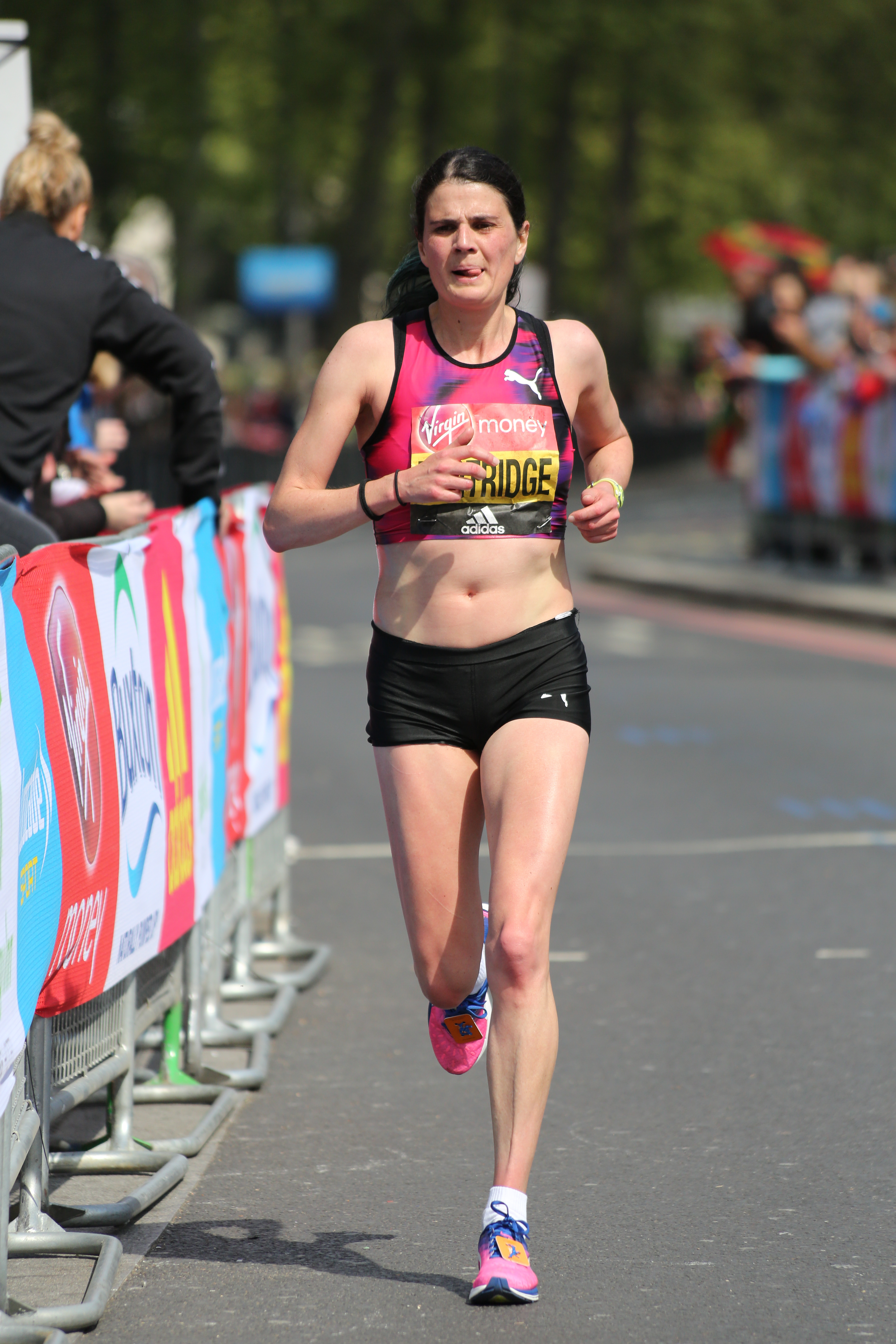
Susan Partridge – Platz dreizehn

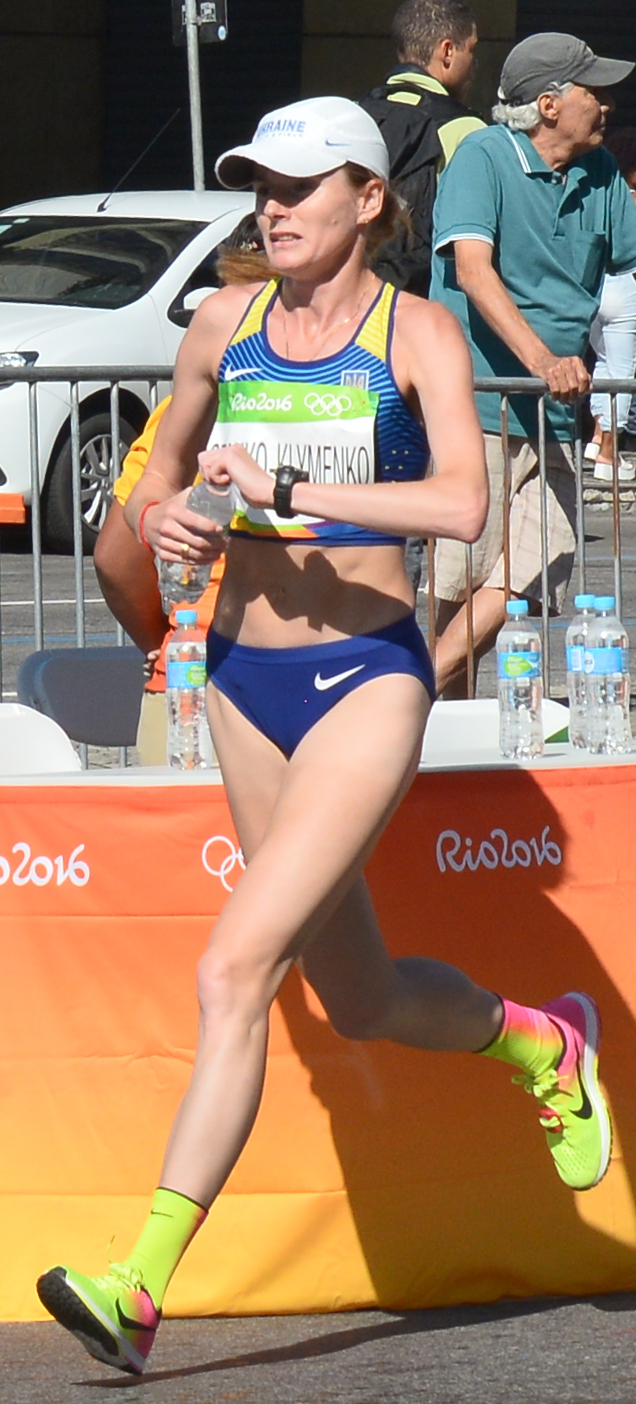
Switlana Stanko-Klimenko – Platz neunzehn
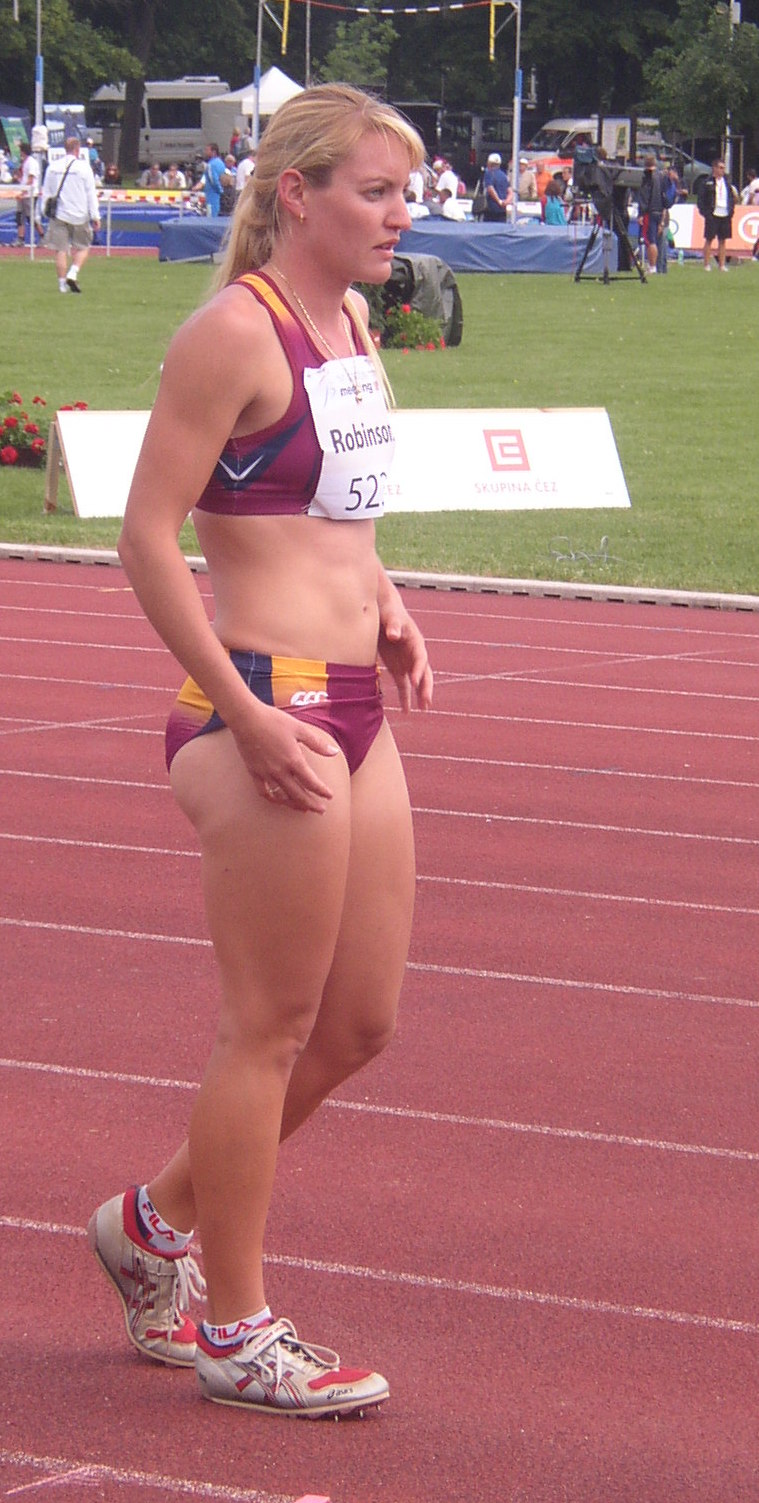
Rebecca Robinson – Platz 21
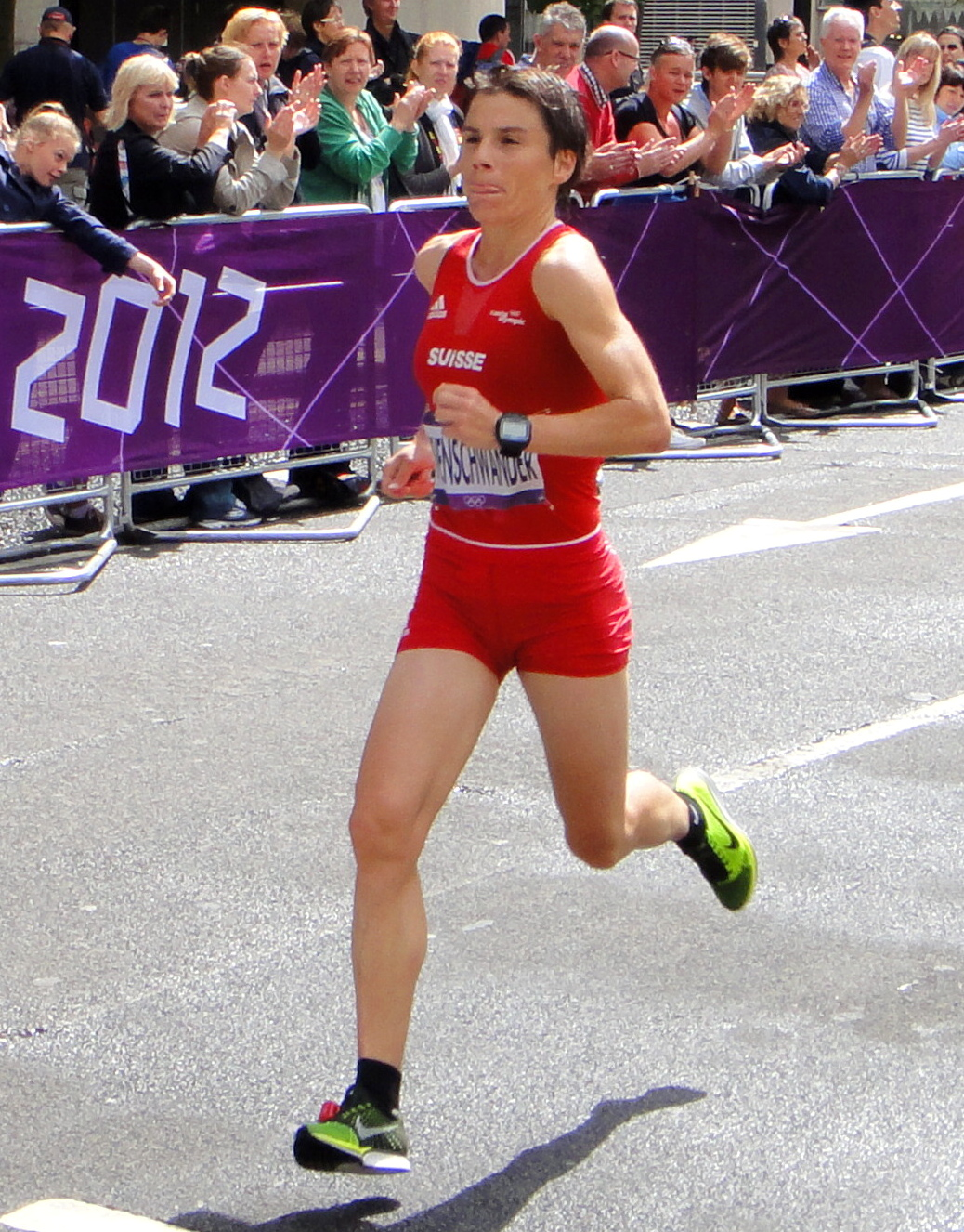
Maja Neuenschwander – Platz 24
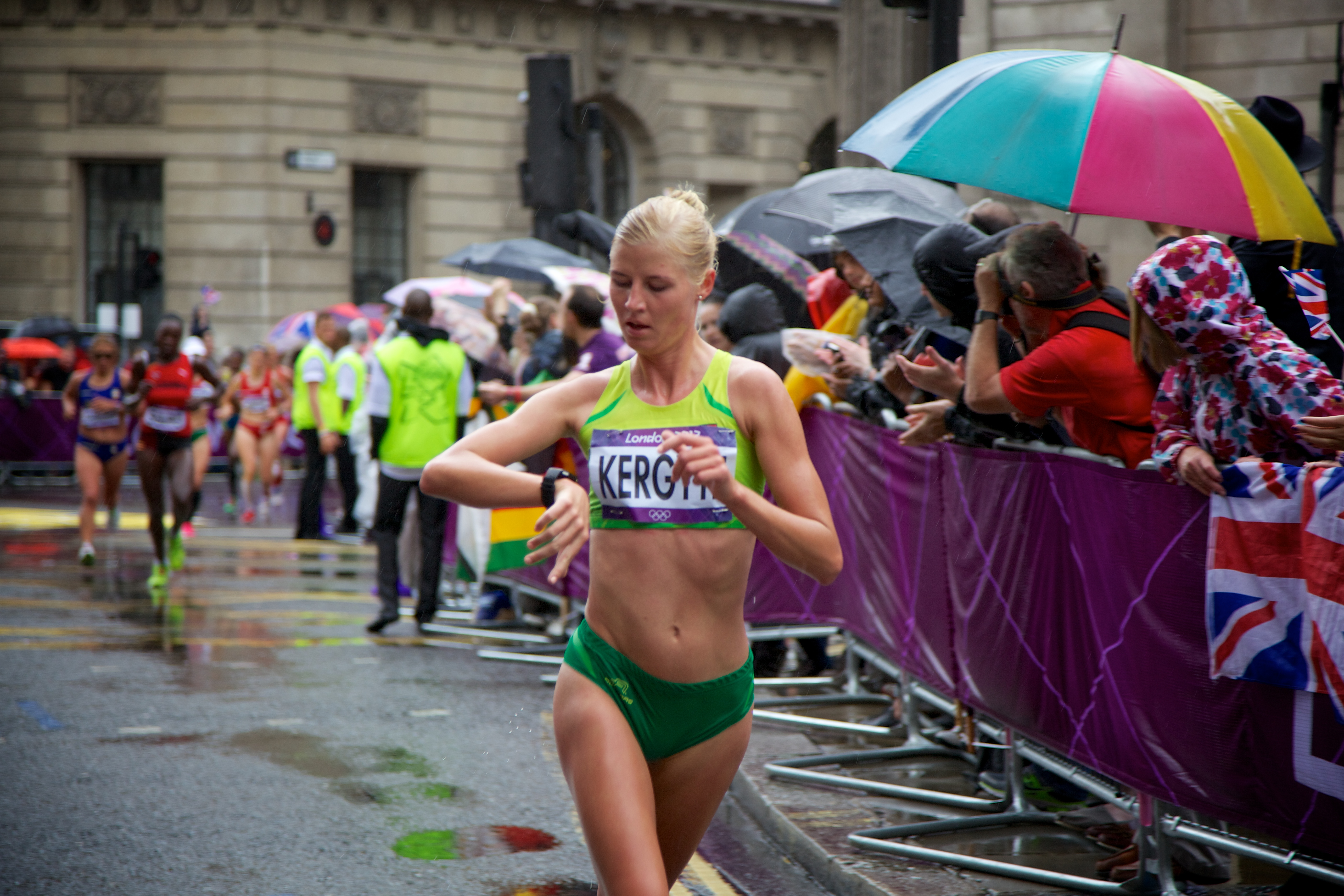
Remalda Kergytė – Platz 31

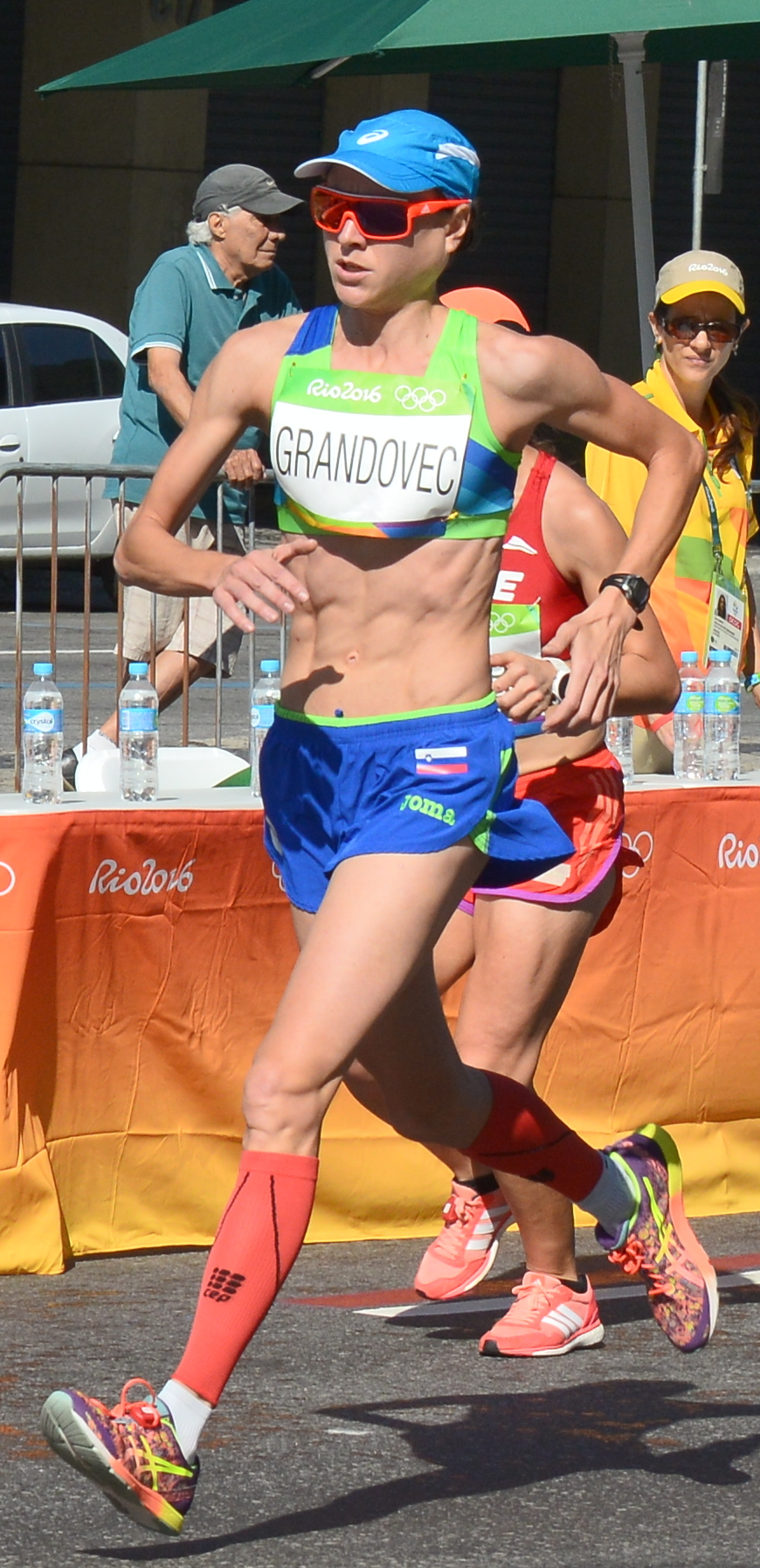
Daneja Grandovec – Platz 32
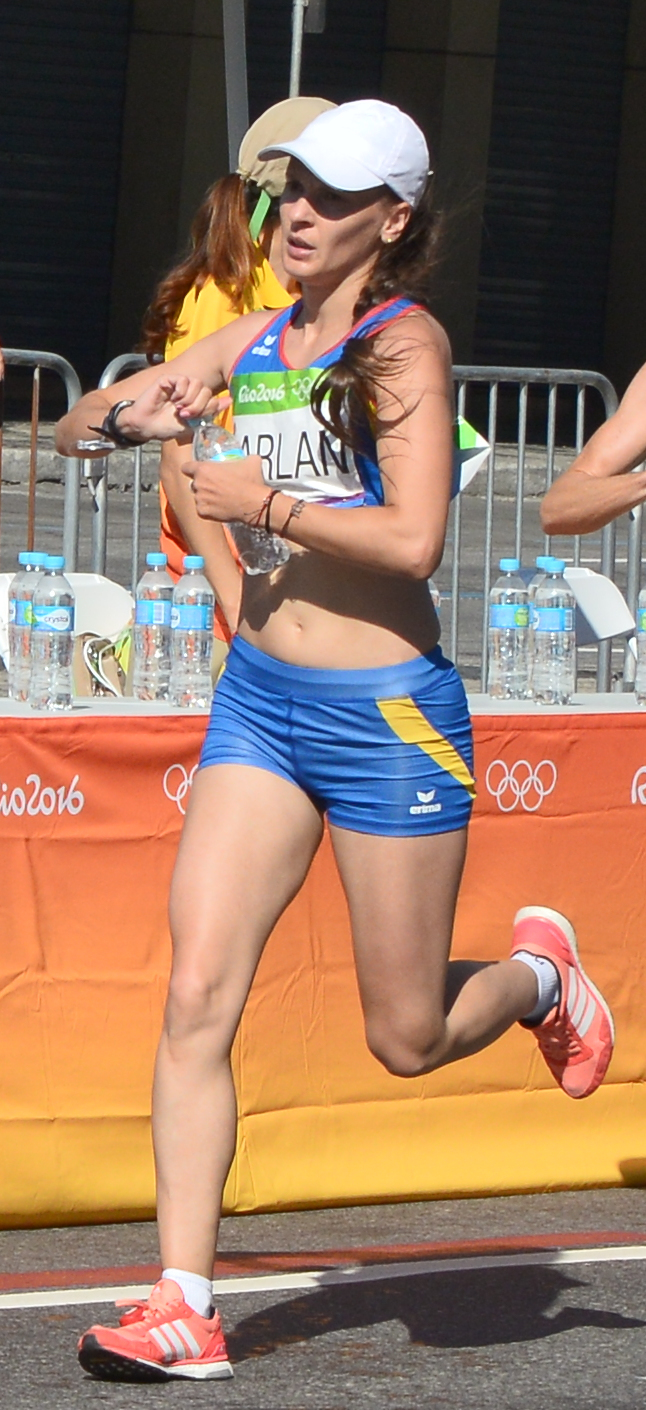
Daniela Cârlan – Rennen nicht beendet
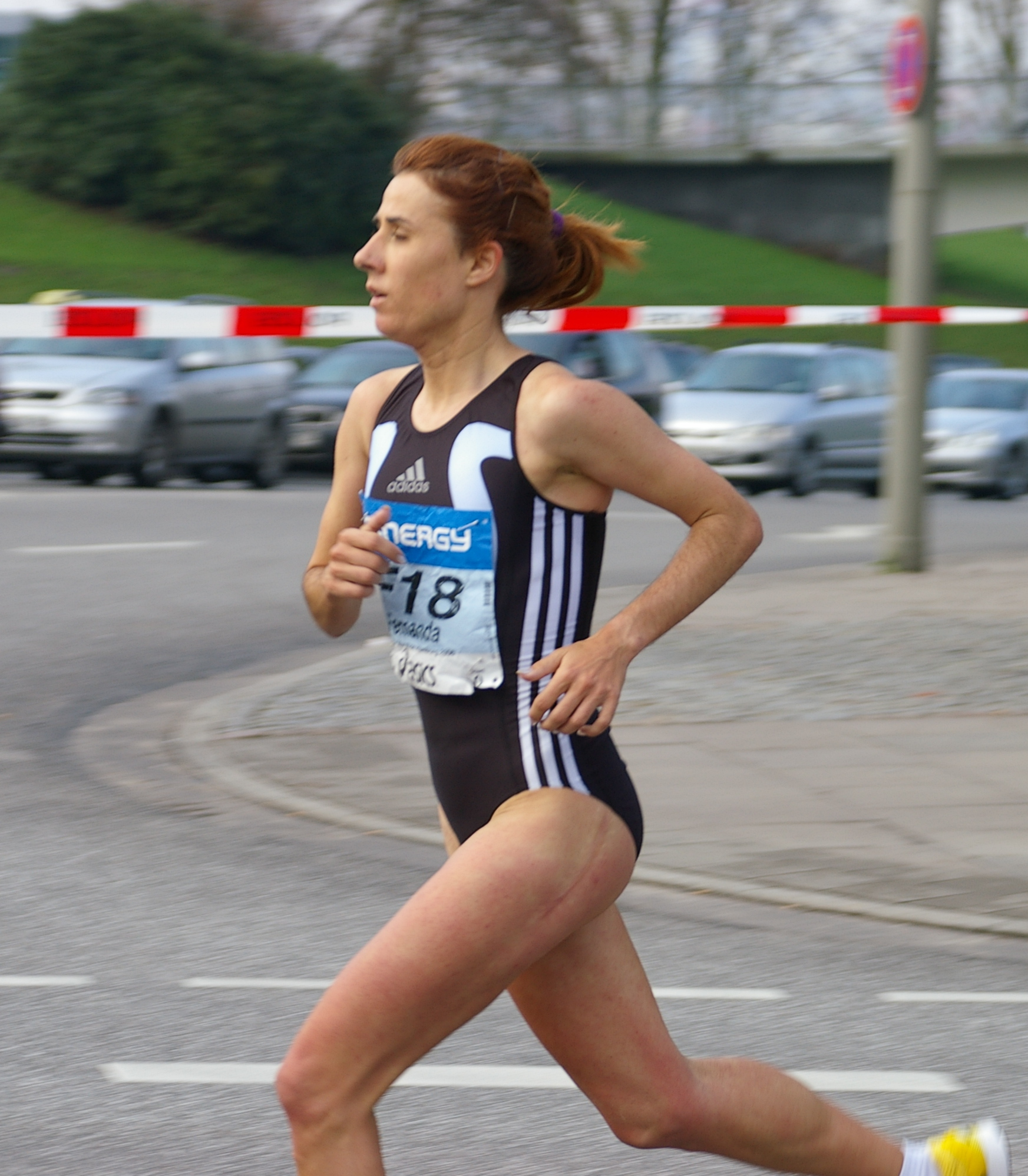
Fernanda Ribeiro – Rennen nicht beendet